# Тојотоми Хидејоши
Тојотоми Хидејоши (豊臣 秀吉, 17. март 1537 — Осака, 18. септембар 1598.) био је познати даимјо, ратник, генерал, самурај и политичар Сенгоку периода познат и као један од три велика ујединитеља Јапана. Наставио је намере свог претходника Оде Нобунаге и допринео крају Сенгоку периода познато и као доба земље у рату. Период његове владавине се често назива Момојама период по имену Хидеошијевог замка. Након његове смрти наслеђује га син Хидејори кога ће касније поразити Токугава Ијејасу.
Хидејоши је остао упамћен као утицајан човек који је за време своје владавине забранио ношење оружја у јавности (осим самурајској класи), финансирао изградњу великог броја храмова, ратовао против Кореје и наредио погубљење одређеног броја хришћана што ће обележити даљи однос Јапана према хришћанству.

## Младост
Веома мало се зна о Хидејошијевој прошлости пре 1570, када је почео да се појављује у данас сачуваним списима и писмима. Писање његове аутобиографије започето је 1577. али и у њему се веома мало говори о његовој најранијој прошлости. Сматра се да је рођен у провинцији Овари, као део клана Ода (данашња Нагоја) у префектури Аичи. Био је део најниже класе становника, није био самурај, а отац му је био земљорадник и, у рату погођеном земљом, ашигару (пешадинац) по имену Јаемон (у неким изворима се наводи име Накамура Јаносуке). Због ниског рода није имао презиме, а као детету дато му је име Хијоши. Породица је била веома сиромашна, толико да се говорило да су пили само воду (чај је за њих, као основно пиће, био луксуз), а кад је отац врло рано умро, мајка се поново удала.
По легендама које се и данас преносе Хидејоши је послат у храм Комјоџи на студије, али је он одбио такав живот и отиснуо се у авантуру. Такав начин живота доводи га до статуса просјака и лопова, а већ са 12 година постаје члан разбојничке дружине коју преводи извесни Хаћисуге Короку и за кратко време постаје други човек банде. Ипак ту се није зауставио, па је врло брзо напустио дружину и ушао у самурајску службу. Под именом Киношита Токићиро (木下 藤吉郎) придружује се клану Имагава као слуга Мацушите Јукицунеа, а кад је сазнао да је Хидејоши из области Овари (позната по многим занатлијама), послао га је са одређеном сумом новца да му купи добар ратнички оклоп. Петнаестогодишњи Хидејоши одлучује да купљени оклоп присвоји за себе, па се након куповине опреме и оружја појављује испред Нобунагиног замка са молбом да га приме у редове. Његова молба је прихваћена и он постаје Нобунагин војник најнижег хијерархијског реда.

## Служба под Нобунагом

### Упознавање са Нобунагом
За годину прикључења клану Оде Нобунаге узима се 1558. година када Хидејоши званично постаје ашигару у његовој војсци. Ипак главни задатак који је имао био је да буде чувар сандала, па је испред господаревих одаја морао да слаже сламнате сандале које су сви морали пре уласка да скину. По предању, приликом једног хладног дана Хидејоши је узео Нобунагине сандале, завукао испод кимона и угрејао их на грудима. По изласку господара вратио их је на место, а када је Нобунага приметио да су сандале топле и том приликом веома пријатне за ношење питао га је како је то постигао. Хидејоши је само показао своје груди и тиме одмах придобио симпатије Нобунаге, који га је наградио унапредивши га за личног пратиоца. Хидејоши касније све више напредује, па у биткама почиње да се доказује као ратник, правећи личне стратегије које су се показале успешним. Његово задужење било је и поправка оштећених замака као што је замак Кијосу и Суномата. Пошто је Сумоната била саграђена на непријатељској територији, добио је још додатну репутацију, а по легенди, приликом изградње утврђења пронашао је тајни улаз ка планини Кинка што је додатно утицало на исход борбе непријатељске војске која се том приликом предала.
Године 1561, Хидејоши се први пут жени усвојеном ћерком Асано Нагакуцуа под именом Нене.

### Опсада Инабајама замка
Хидејоши је био успешан и као преговарач. Године 1564, успео је да убеди (већином подмићивањем) одређен број ратних господара провинције Мино да напусте клан Саито. Хидејоши је пришао самурајима Саито клана и убедио их да се потчине Нобунаги у које спада и главни стратег клана Такенака Шигехару.
Због тога је Нобунага релативно лако поразио непријатељску војску и то све заслугом Хидејошија који упркос свом ниском пореклу постаје један од главних Нобунагиниг генерала. У том тренутку Хидејоши мења име у Хашиба Хидејоши (羽柴 秀吉) а ново презиме записује уз помоћ два карактера које узима од двоје Нобунагиних челних људи, Ниве Нагахиде (丹羽 長秀) и Шибате Кацуие (柴田 勝家).

### Битка на Анегави
Хидејоши је предводио трупе и током битке на Анегави (1570. године) у којој се Ода Нобунага први пут удружио са Токугавом Ијејасуом како би извршили напад на две тврђаве Азаи и Асакура клана. Учествовао је и у опсади Нагашиме 1573. године а након те кампање против поменутих кланова Хидејоши коначно постаје даимјо над три области у северном делу провинције Оми. Иако је у почетку био стациониран у Одани, Хидејоши прелази у Кунимото и преименује место у Нагахама (у част Нобунаге). Касније се опет сели у луку Имахама, на језеру Бива а одатле започиње изградњу Имахама замка како би уз помоћ ње лакше преузео контролу на оближњу фабрику ватреног оружја коју су кланови Азаи и Асакура подигли. Када је и то освојио, под његовом администрацијом производња овог оружја је нагло скочила што је касније помогло у даљим борбама.
Остало је забележено да је учествовао и у борби за Нагашино где је Нобунага послао Хидејошија у напад на Химеџи замак како би освојио регију Чугоку од Мори клана 1576. године.
Следеће године нашао се и у борбама за Теоригаву.

## Успон ка владавини

### Битка на Јамазаки и конфликт са Кацуије
Након што је Ода Нобунага са сином изгубио живот у храму Хоноџи од стране Акечи Мицухидеа, 1582. године, Хидејоши је решио да освети свог владара па је прво успоставио мир са Мори кланом затим удружено напао и поразио Акечи клан у бици код Јамазакија.
Након састанка на Кијосу како би се одредио наследник Нобунаге, Хидејоши је одлучио да подржи Нобутадиног млађег сина Оду Хиденобуа против Ода Нобутаке кога је подржавао Шибата Кацује, тад главни генерал Одиног клана. Кад је придобио на своју страну старешине клана, Нива Нагахиде и Икеде Цунеокија, Хидејори је учврстио Хиденобуову позицију као и сопствени утицај у клану. Напетост је брзо ескалирала између Хидејошија и Кацуија, настаје раздор па је током следеће године Хидејоши морао да уништи другу страну у бици код Шизугатаке. На тај начин контрола над кланом Ода прешао је у потпуности у његове руке.

### Изградња Осака замка
Године 1583, Хидејоши је започео изградњу Осака замка који је изграђен на темељима претходно разрузшеног храма Хонганџи од стране Нобунаге. Замак ће касније постати последње упориште Тојотоми клана неколико година након Хидејошијеве смрти.

### Битка за Комаки и Нагакуте
Нопбунагин други син, Ода Нобукацу, остао је у непријатељском расположењу према Хидејошију и прикључио се страни Токугаве Ијејасуа борећи се на његовој страни и бици за Коаки и Нагакуте. Битка је на крају прекинута иако су снаге Хидејошија претрпеле велики ударац па је битка завршена нерешено. Временом ће Хидејоши успоставити мир са Нобукацуом стављајући тачку на сукоб Токугаве и Хашиба кланова слањем своје млађе сестре Асаши но Кате и мајке као таоце. Као одговор на то Ијејасу пристаје да постане вазал и потчини се Хидејошију. Настаје кратак период мира.

## На врхунцу моћи
Као и Нобунага пре њега, Хидејоши никад није добио титулу шогуна. Уместо тога успео је да организује да га усвоји Коное Сакихиса, један од утицајних дворјанина Фуџивара клана и на тај начин осигурао царске титуле у које између осталог спада и висока титула царског регента (кампакуа). Године 1586, Хидејоши коначно добија дозволу од царског двора да оснује нов клан под називом Тојотоми (уместо Фуџиваре). Гради раскошну палату Џуракудаи (1587) и у њој прима и гости актуелног цара Го-Јозеија.

### Уједињење Јапана
Након што је покорио провинцију Ки и освојио Шикоку од Чосокабе клана преузео је контролу и над провинцијом Ечу освојивши цело острво Кјушу. Године 1587, Хидејоши је забранио практиковање хришћанства као нове религије донете од стране португалских мисионара али пошто је трговао са Европљанима, одређени хрићани су се игнорисали.
Следећа одлука донета 1588, била је да се забрани земљорадницима и несамурајској класи да поседује оружје које је прикупљено, претопљено у употребљено у стварању велике статуе Буде (такозвани лов на мачеве). Оваква одлука утицала је на смањење побуна сељака и обезбедила стабилност у регионима под даимјоима.

### Опсада Одаваре
Године 1590. остао је само још један клан који се није потчинио Хидејошијевој владавини и то Хоџо клан који је држао регију Канто. Након опсаде Одаваре елиминисан је последњи отпор и Хидејоши је званично са тим ујединио цео Јапан. Ова победа обележава крај Сенгоку периода, а после победе Хидејоши предаје девет провинција Хоџо клана Токугави Ијејасу у замени за верност што он то и прихвата.

### Смрт Сен но Рикјуа
У фебруару 1591, Хидејоши наређује Сен но Рикјуу да изврши самоубиство. Рикју је био слуга и мајстор чајне церемоније са великим утицајем на Хидејошија и претходно Нобунаге. Под покровитељством Хидејошија направио је значајне промене у култури и спремању чајне церемоније да су се и након његове смрти изграђивали објекти по узору на Рикјуеве предлоге.
Након Рикјуове смрти Хидејоши је са чајне церемоније своју пажњу пренео на позориште Но које је проучавао откако је постао царски регент. Током свог боравка у Нагоја замку (данашња Сага префектура на острву Кјушу) Хидејоши је запамтио све главне улоге од 10 представа које је затим изводио, приморавајући остале даимјое да га прате као друге улоге на представама. У једном тренутку изводио је и пред самим царем.

## Слабљење клана
Када је Хидејошијево тада једино дете Цурумасу, умро у септембру 1591. године у својој трећој години, стабилност Тојотомијевог клана након Хидејошијеве смрти је доведена у питање. Када је и његов полубрат Хиденага умро недуго потом, Хидејоши је именовао његовог нећака Хидецугуа као наследника, усвојивши га у јануару 1592. Одмах након тога Хидејоши се повлачи са позиције кампакуа и узима титулу таико (пензионисани регент) док Хидецугу постаје нови регент.
Хидејошијево здравље почело је нагло да опада али не и његови планови. Наследивши Нобунагину жељу да освоји Кину, организовао је инвазију на династију Минг али путем Кореје (тада Чосона) која се налази између две земље.
Хидејоши је био у контакту са Корејом још од 1587. тражећи да им уступи миран пролаз до Кине али будући да су они били савезници Кине тако нешто нису дозволили. У почетку су игнорисали захтеве а након тога су у априлу и јулу 1591. изричито забранили пролазак кроз њихову земљу. Забринутост је првенствено лежала у томе да би Кинези и Јапанци могли да се суоче на корејском тлу што би пољуљало безбедност целе земље. Због тога је Хидејоши наредио припреме за инвазију на Кореју.

### Прва инвазија на Кореју
У првој кампањи Хидејоши именује Укиту Хидеиеа за одлазак на Корејско полуострво у априлу 1592. године, а већ 10. маја Кониши Јукинага окупира Сеул која је тада била престоница Чосона (старо име Кореје). Након што је град лако пао јапански заповедници су у јуну одржали ратни савет и договорили се да поделе контролу над земљом у осам делова како би лакше потчинили становништво. Оваква одлука названа је Хачидокунивари што би у грубом преводу значило осам путева. За четири месеца Хидејошијеве трупе су окупирале већи део Кореје и имали отворен пут за Манџурију. Корејски краљ Сеонџо побегао је за Уиџу и затражио војну помоћ од Кине. Године 1593, цар Ванли као одговор на захтев шаље војску под генералом Ли Жусунгом да блокира напредовање Јапанаца и поврати Корејско полуострво од њих. Војска Минг династије која је бројала 43.000 људи започела је мисију нападом на Пјонгјанг да би га већ од 7. јануара 1593. освојила и обезбедила предају Сеула. Кобајакава Такакаге, Укита Хидеие, Тачибана Мунешиге и Кикава Хироие успели су да извоје победу и задрже се у предграђу Сеула, али убрзо Јапанци доживљавају велики пораз од стране корејског адмирала Ји Сун Сина који својим специјално дизајнираним бродовима уништава јапанску морнарицу и могућност да снабдеју своје копнене снаге.

### Спор око наследника
Након рођења Хидејошијевог другог сина Хидејорија, 1593. године, настао је проблем са наслеђивањем, будући да је већ нешто раније на то место поставио усвојеног сина Хидецугуа. Како би избегао будући конфликт Хидејоши шаље Хидецугуа у изгнанство на планину Која, а затим му наређује да изврши самоубиство у августу 1595. године. Цела Хидецугуова породица која није желела да изврши самоубиство убијена је у Кјоту, укључујући 31 жену и неколико деце.

### Двадесетшест мученика Јапана
Хидејоши је 5. фебруара 1597, погубио 26 хришћана као пример Јапанцима који су желели да се преобрате у хришћанство. Данас су они у хришћанској цркви познати као 26 јапанских мученика. Међу њима било је петоро Европљана, фрањевачких мисионара, један мексички мисионар, три јапанска исусоваца и 17 јапанских верника, међу њима и три дечака. Погубљени су јавним разапињањем у Нагасакију.

### Друга инвазија на Кореју
Након неколико година преговора, Хидејоши је започео Другу инвазију на Кореју доделивши Кобајакави Хидејакију одговорност да предводи нови напад на Кореју. Друга инвазија је била још неуспешнија од прве, па Јапанци од кинеских трупа нису могли дубље да продру у земљу. С друге стране Корејци су попут гериле стално нападали Јапанску војску и иако су Хидејошијеве снаге извојевале победу у Сучеону и Сачеону, војска је претрпела велике губитке.

## Смрт
Тојотоми Хидејоши умире 18. септембра 1598. године. Његова смрт је у почетку чувана као тајна договором већа пет регената како би се одржао морал. Због немогућности да се продре кроз Кореју и нападне Кина која је била главни циљ војне интервенције, идеја је напуштена, а измореној војсци је наређено да се повуче у Јапан. Овај изгубљени рат утицао је на слабљење кланова верних династији Тојотоми, што ће касније утицати на даљи развој догађаја. Каснија влада Токугавине династије забраниће све војне експедиције ван Јапана и затворити Јапан од страних утицаја све до краја последњег шогуната, а следећи Кинеско-јапански рат водиће се током касног 19. века, користећи малтене исту руту коју је и Хидејоши користио у својој кампањи.
Након Хидејошијеве смрти, други чланови већа регената нису успели да обуздају амбиције тада најјачег даимјоа Токугаве Ијејасуа. Два најјача Хидејошијева генерала, Като Кијомаса и Фукушима Масанори при повратку из Кореје затекла су Ишиду Мицунарија на челу Тојотоми власти што је изазвало негодовање и одлуку да обојица пређу на страну Токугаве. Ишида Мицунари се залагао да власт пређе на Хидејошијевог сина (тада још дете) Хидејорија којем би до пунолетства помагало у управљању веће од пет регената. Токугава се пак залагао да власт пређе у његове руке, који је већ имао одрасле синове и осигуране наследнике за наставак династије, а подела је кулминирала чувеном битком код Секигахаре 1600. године, где је Токугава Ијејасу извојевао победу, а Ишида Мицунари, као поражена страна, погубљен.

## Културна заоставштина
Политика Тојотомија Хидејошија је променила Јапанско друштво на много начина. Наметнуо је круту структуру класа (иако је сам долазио из ниже), ограничио је путовања, али испитао земљиште и проучио производњу.
Класне реформе донеле су знатне промене. Током Сенгоку периода било је уобичајно да сељак постане ратник или да ратник/самурај пређе у класу сељака што је могло да утиче на економију. Хидејоши је због тога одузео земљорадницима оружје, претопио у великог Буду, постарао се да та класа увек обавља свој посао, а ратничка остави земљу и стационира се у градовима где ће увек по потреби моћи лако да се мобилише. Овакав систем преузеће Токугаве и као такав функционисаће у Јапану више од 200 следећих година.
Након тога Хидејоши је организовао попис становништва, а када је то одрађено захтевао је од свих становника да остану у својим хановима (феудалним областима) и по потреби одласка негде другде захтева дозволу за путовање. На тај начин осигурао је мир у периоду где су бандити константно нападали путнике по путевима, а којих је после тога било знатно мање. Пошто је организовао и попис земљишта, био је свестан колико који хан вреди и у складу са томе одређивао порезе.
Године 1590. Хидејоши је завршио изградњу Осака замка, тада највећег и најзначајнијег замка у Јапану како би чувао западни прилаз ка Кјоту (царском граду) од могућих напада. Исте године Хидејоши забрањује употребу робова, али задржава форму уговора принудног рада као казнене методе у складу са кривичним законима.
Хидејоши је утицао и на саму нематеријалну баштину. Улагао је време и новац на унапређивање церемоније чаја, али и прикупљао уметничка дела, спонзорисао фестивале и друштвене догађаје и био покровитељ разним уметницима. Како је пажња према чајној церемонији расла тако са њом и потражња за фином керамиком, па је током корејске окупације однет добар део корејске керамике са мајсторима керамике који су силом пресељени у Јапан. Инспирисан златним павиљоном у Кјоту, конструисао је посебну собу за чајну церемонију пресвучену златним листићима и црвеном лаком тканином.
Политички, успоставио је систем власти који је контролисао најмоћније јапанске ратнике, оснивајући веће који се састојао од тадашњих најмоћнијих даимјоа са њим на челу као регентом који је био главнокомандујући.
Пред смрт Хидејоши се надао да ће новоосновани систем бити довољно стабилан како би се одржао довољно дуго док његов син Хидејори не одрасте и почне да води земљу као нови вођа. Створено је веће од пет регента од пет најмоћнијих даимјоа, али после смрти Маеде Тошија, Токугава Ијејасу почиње да прави савезе користећи се политичким браковима (које је Хидејоши из истог разлога изричито забранио). Систем се врло брзо распао пре него што је Хидејори као наследних одрастао. Земља се поделила на Источну и Западну странку, па је након битке код Секигахаре Токугава коначно приграбио целу власт добивши титулу шогуна две године касније.
Хидејоши је заслужан за изградњу неколико Тојокуни храмова по Јапану.
При преузимању власти Токугава је неколико Хидејошијевих одлука прихватио и оставио на снази што је осигурало опстанак његовог културног наслеђа. У писму својој жени, Хидејоши је написао:
Намеравам да учиним славна дела и због тога сам спреман за дуге опсаде будући да имам намирнице, злата и сребра у изобиљу како би се победосно вратио и осигурао име за себе. Желео бих то да разумеш и свима пренесеш.

## Имена
Због ниског рода Хидејоши није имао презиме, а током живота пробијањем до титуле кампакуа (царског регента), променио је многа имена. На рођењу дато му је име Хијоши 日吉丸 а када је достигао одрасло доба (генпуку) узео је име Киношита Токичиро (木下 藤吉郎). Касније је додао презиме Хашиба и титулу Чикузен но Ками па је био ословљаван пуним именом Хашиба Чикузен но Ками Хидејоши (羽柴筑前守秀吉). Касније кад му је цар дозволио оснивање новог клана који је назван Тојотоми.
По католичким изворима (који су због мисионарства били у контакту са Јапаном) ословљавали су га са "Таико-сама", од речи таико, што значи пензионисани кампаку (регент), и наставка -сама који се додаје при ословљавању високих званичника/божанства у Јапану.
Ван тога Хидејоши је имао и надимак Козару који у преводу значи мали мајмун. Тај надимак дао му је Ода Нобунага јер је по записима Хидејоши био ружан човек и Нобунагу је подсећао на мајмуна (сару).

## Породица
- Отац: Киношита Јаемон / Накамура Јаносуке (умро 1543.)
- Мајка: Омандокоро (1513–1592)
- Очух: Коное Сакихиса
- Браћа и сестре:
  - Тојотоми Хиденага
  - Томо
  - Асахи но Ката

### Жене и конкубине
- Нене, позната и као Оне, касније Кодаи-ин. Званична супруга.
- Јодо-доно, позната и као Чача, касније Даикоин, ћерка Азаи Нагинасе, мајка Хијдејошијевог наследника, Хидејорија.
- Минами-доно, ћерка Јамане Тојокунија.
- Минами но Цубоне, ћерка Јамана Тојокунија.
- Мацу но Мару-доно или Кјогоку Тацуко, ћерка Кјогоку Такајошија.
- Кага-доно или Махиме, ћерка Маеде Тошие.
- Каихиме, черка Нарите Уџинаге.
- Сономару-доно, ћерка Оде Нобунаге.
- Санџо-доно или Тора, ћерка Гамо Катахиде.
- Џимеџи-доно, ћерка Оде Нобукане.
- Хорозава но Цубоне, кћер Кунимицу Кјошоа.
- Ошима, или Шимако, касније Гекеин, черка Ашикаге Јоризумија.
- Анрункин или Отане но Ката.
- Офруку, касније Енју-ин, кћер Миуре ното но камија, мајка Уките Хидеијеа.

### Деца
- Хашиба Хидекацу (Ишимацумару) (1570–1576)
- Тојотоми Цурумацу (1589–1591)
- Тојотоми Хидејори

### Усвојени синови
- Хашиба Хидекацу (Осугимару), четврти син Оде Нобунаге.
- Ода Нобутака касније Тојотоми Такаџуро (1576–1602), седми син Оде Нобунаге.
- Ода Нобујоши касније Тојотоми Мусашимори (1573–1615), осми син Оде Нобунаге.
- Ода Нобујоши (умро 1609.), десети син Оде Нобунаге.
- Укита Хидеие, син Уките Наоијеа.
- Тојотоми Хидецугу, први син Хидејошијеве сестре, Томо са Мијоши Казумичијем.
- Тојотоми Хидекацу (1569–1592), други син Хидејошијеве сестре, Томо са Мијоши Казумичијем.
- Тојотоми Хидејасу (1579–1595), трећи син Хидејошијеве сестре, Томо са Мијоши Казумичијем.
- Јуки Хидејасу, Токугава Ијејасуов други син.
- Икеда Нагајоши, трећи син Икеде Нобутеруа.
- Кобајакава Хидеаки, Хидејошијев сестрић од његове жене, Нене.
- Принц Хачиџо Тошихити, шести син принца Масахита.

### Усвојене ћерке
- Гохиме(1574–1634), ћерка Маеде Тошија, удата за Укиту Хидеијеа.
- О-химе (1585–1591), ћерка Оде Нобукацуа, удата за Токугаву Хидетаду.
- Оејо, ћерка Азаи Нагамасе, удата за Саџија Казунарија, Тојотоми Хидекацуа, Токугаву Хидетаду.
- Коное Сакико, ћерка Коное Сакихисе, удата за цара Го-Јозеија.
- Тојотоми Садако (1592–1658), ћерка Тојотомија Хидекацуа и Оејо, касниеј усвојеница Токугаве Хидетаде, удата за Куџо Јукијеа.
- Ријохиме (умрла 1619.), ћерка Отани Јошицугуа, удата за Санада Јукимуру позната касније као Чикурин-ин.
- Даизен-ин, ћерка Тојотоми Хиденаге, удата за Мори Хидемотоа.
- Кикухиме, ћерка Тојотоми Хиденаге, удата за Тојотоми Хидејасуа.
- Маеда Кикухиме (1578–1584), ћерка Маеде Тошија.

### Унучад
- Тојотоми Кунинацу
- Теншуни (1609–1645)